# جوجا سابو
جوجا سابو (بالمجرية: Szabó Zsuzsa)‏ هي منافسة ألعاب القوى مجرية، ولدت في 16 يناير 1940 في بيتش في المجر.

## وصلات خارجية
- جوجا سابو على موقع الاتحاد الدولي لألعاب القوى (الإنجليزية)
- جوجا سابو على موقع اللجنة الأولمبية الدولية (الإنجليزية)
- جوجا سابو على موقع أوليمبيديا (الإنجليزية)
- جوجا سابو على موقع اللجنة الأولمبية المجرية (الهنغارية)